# Васильєв Борис Львович
Борис Львович Васильєв (рос. Васильев Борис Львович; 21 травня 1924, Смоленськ, Російська РФСР — 11 березня 2013, Москва, Росія) — російський воєнний письменник, автор повістей «А зорі тут тихі», «Завтра була війна» та інших. Лауреат Державної премії СРСР.

## Біографія
У 1941 пішов на фронт добровольцем у складі винищувального комсомольського батальйону. Під час бойової висадки 16 березня 1943 потрапив на мінну розтяжку і з тяжкою контузією був доставлений в госпіталь.
Восени 1943 року вступив у Військову академію бронетанкових і механізованих військ. Після закінчення академії в 1946 році працював випробувачем колісних і гусеничних машин на Уралі, а в 1954 звільнився з армії, заявивши, що хоче займатися літературою.

## Творчість
Основною темою творів Бориса Васильєва була війна і долі військового покоління.
Перший твір Бориса Васильєва — п'єса «Танкісти» — потрапив під заборону. Виставу за п'єсою поставив Центральний театр Радянської Армії, але незадовго до прем'єри її заборонило Головне політичне управління армії.
Серед його доробку — повість «Загибель богинь», романи «У списках не значився», «Не стріляйте білих лебедів».
Багато з його творів екранізовані.
У 1970 Iван Рассомахин за повістю «А зорі тут тихі» зняв «однойменний телефільм» на Ленінградської Студії Телебачення (СРСР, 1970)
У 1972 Станіслав Ростоцький за повістю «А зорі тут тихі» зняв однойменний фільм.
Стрічка про «ворогів народу» і життя старшокласників у передвоєнні роки «Завтра була війна», яка стала дипломною роботою Юрія Кари, вийшла на екрани в 1987 році і зібрала багато радянських і зарубіжних кінопремій.
Фільм «Не стріляйте в білих лебедів» за однойменним романом у 1980 зняв режисер Родіон Нахапетов.
Похований на Ваганьковському кладовищі в Москві.